# سيول رأس سدر
سيول رأس سدر هي السيول المفاجئة التي نزلت بقرية أبو صويرة بمدينة رأس سدر عام 2010 وأسفرت عن تهدم أكثر من 500 منزل وتشريد مئات الأسر بالإضافة لمصرع طفل وحالة الخراب التي لحقت بمزارع المواطنين من جرف زراعات الزيتون واختلاط مياه السيول بزيت البترول الخام لتكون السبب في بوار مساحات كبيرة من الأراضى الزراعية وردم الآبار بمناطق الدبيل والجراجرة ووادى سدر والسادات. وتعود أسباب تلك النتائج إلى النقص الشديد في الإمكانات والاستعدادات في قرى الصعيد والمحافظات الحدودية لمواجهة خطر السيول وافتقار المدينة لسدود الحماية.